# Uropi
El Uropi es una lengua construida creada por el profesor francés Joël Landais. Basado explícitamente en las lenguas indoeuropeas, el Uropi tiene por objeto servir de lengua auxiliar para Europa y así ayudar a construir la identidad europea. Además, vista la extensión de las lenguas indoeuropeas fuera de Europa, el Uropi es también una lengua auxiliar internacional. 
El Uropi nació en 1983; después, desarrolló una serie de modificaciones hasta alcanzar su forma actual; el vocabulario es el ámbito donde la lengua sigue creciendo paulatinamente: a día de hoy, el sitio web oficial contiene un diccionario políglota con algo más de 4 000 vocablos en diversos idiomas. El Uropi conoció una cierta notoriedad en Europa a final de los años 80 y principio de los 90.

## Autor

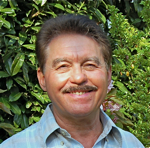
Joël Landais, Uropi Kreator, creador de la lengua auxiliar Uropi.

Tras sus estudios lingüísticos en la Universidad de Orleans-Tours, y luego en la Sorbona y en la Escuela Normal Superior de Lyon, Joël Landais pasó la agregación de inglés. Habla el inglés, el italiano, el español, el alemán y conoce también el griego moderno y el ruso. Enseña actualmente en un liceo de Chartres. En paralelo a su formación en lingüística, sus viajes a través de Europa, luego Senegal, el Magreb, Egipto, México, la URSS, el Caribe, Vietnam, y su pasión por las lenguas, le llevaron a crear el Uropi, en el cual trabaja desde hace más de 30 años.

## Pronunciación
El alfabeto del Uropi cuenta con 24 letras, las 26 letras del alfabeto latino excepto tres (la q, la x y la y), y añadida la letra ʒ (“ezh”) presente en el alfabeto fonético internacional. Todas las letras se pronuncian como en español, salvo las siguientes:
- c se pronuncia fricativa, como la ch francesa.
- g se pronuncia siempre oclusiva sonora, como en ga-, gue-, gui-, go-, gu-.
- h se pronuncia aproximante, como la h germánica.
- j se pronuncia aproximante, como la y española.
- ʒ se pronuncia fricativa sonora, como la j francesa.
- v se pronuncia fricativa sonora, como la v francesa.
- w se pronuncia aproximante, como la w inglesa.
- z se pronuncia fricativa sonora, como la z francesa.

El acento prosódico permanece habitualmente sobre la raíz principal. Sin embargo, ciertos sufijos (como -èl indicando instrumento) y la terminación -ì del tiempo pasado, llevan siempre acento; en toda combinación de dos sufijos o más, el acento cae sobre el penúltimo sufijo. El acento es señalado por un acento grave (à è ì ò ù) sobre la vocal acentuada cuando se refiere a la última sílaba. Por ejemplo: kotèl, perì, fotò, menù = cuchillo, llevó, foto, menú.

## Vocabulario

### Raíces
Se pueden separar las raíces del Uropi en tres categorías:

#### Raíces indoeuropeas
El Uropi quiere ser en primer lugar una manera de recrear la unidad entre las lenguas indoeuropeas. Con este fin, una gran parte de las raíces del Uropi está constituida por las raíces indoeuropeas comunes, pero simplificadas, en pronunciación y en longitud (a menudo, las raíces solo tienen una sílaba, a veces dos). Así pues, madre se dice mata (indoeuropeo: mâtêr*); sol se dice sol (indoeuropeo: sâwel*). Estas simplificaciones corresponden a la evolución natural de las raíces indoeuropeas que ha dado lugar a las palabras utilizadas hoy en las lenguas i-e modernas. Así mata corresponde al hindi mata, sol al español y escandinavo sol.

#### Raíces "mestizas"
Cuando no se conoce ninguna raíz indoeuropea, o una idea utiliza varias raíces en distintas lenguas, el Uropi puede utilizar raíces mestizas, mediante préstamos de las distintas lenguas a fin de crear la palabra lo más fácilmente reconocible por los hablantes del mayor número de lenguas indoeuropeas. Así pues: en liamo, amar, li- procede de las lenguas germánicas y eslavas (cf lieben en alemán y lioubit’ en ruso), y -am de las lenguas latinas (del latín amo, amare); en mand, mano, ma- procede de las lenguas latinas, y -and de las lenguas germánicas. 
Este proceso ha sido observado en las lenguas naturales: por ejemplo, el francés haut es resultante del cruce entre el francés antiguo aut (del latín altus) y el fráncico hôh. Se utiliza también deliberadamente en lenguas como el inglés para formar “palabras-maleta”, portmanteau-words: por ejemplo, el célebre smog londinense procede del cruce de smoke y fog. Citemos también las palabras franglés (F = français + anglais), denglisch (D = deutsch + english), spanglish (US = spanish + english). Estas palabras mezcladas solo representan un 3% del vocabulario Uropi.

#### Voces internacionales
El Uropi también da lugar a un gran número de palabras “internacionales”, como taksì (taxi), skol (escuela), bus (autobús), art (arte), matc (partido), poliz (policía), simfonij (sinfonía), tabàk (tabaco) etc.

### Palabras compuestas
Como un enorme número de lenguas construidas, el Uropi da lugar a un gran número de palabras compuestas, ya sea entre dos raíces, o bien mediante afijos.
Entre los primeros, se pueden citar por ejemplo lucitòr, faro, de luc, luz y tor, torre; sopivagòn, coche-cama, y sopisàk, saco de dormir, de sopo, dormir.
En cuanto a la derivación mediante afijos, también se pueden citar numerosos ejemplos: de davo, dar, deriva disdavo, distribuir; de tel, objetivo, se obtiene atelo, tener éxito; de brek, ruptura, y us, afuera, deriva usbrèk, erupción; de apel, manzana, derivan aplar, manzano, y aplaria, manzanar.
En la mayoría de los casos, el lector u oyente puede sin molestias encontrar fácilmente las raíces y en consecuencia el sentido de la palabra compuesta. Sin embargo, ciertas derivaciones, que siguen la etimología de las palabras equivalentes en las lenguas naturales, tienen por ellas mismas un sentido más bien metafórico. Así pues, ruspeko, en sentido literal observar detrás, significa respetar; incepo, en sentido literal agarrar adentro, significa comprender, como el armenio emprnèl, de pernèl (agarrar).

## Gramática

### Sustantivos
Siguiendo el ejemplo de ciertas lenguas indoeuropeas actuales, el Uropi ha conservado una declinación mínima con dos casos: el nominativo y el genitivo. Tienen dos números, el singular y el plural. 
Los sustantivos uropi se dividen en dos grupos principales: los que terminan por una consonante, y los que terminan por -a; aparte hay un número muy reducido de préstamos del vocabulario internacional, por ejemplo burò, menù, taksì, klicè, que terminan por una vocal acentuada. 
Entre los que terminan por una consonante, se encuentran entre otros todos los sustantivos que representan un hombre o animal macho: man, hombre; gal, gallo (nombres masculinos).
Los sustantivos que representan mujeres o animales hembra terminan por una -a: ʒina, mujer; gala, gallina (nombres femeninos). 
Todos los demás sustantivos son neutros: terminan indiferentemente por una consonante o en -a: por ej.: tab, tabla; ment, espíritu; o incluso teatra, teatro; centra, centro. 
Estos corresponden al pronombre personal neutro “je”.
| Substantivos            | nominativo sing. | genitivo sing. | nominativo plur. | genitivo plur. |
| ----------------------- | ---------------- | -------------- | ---------------- | -------------- |
| terminan por consonante | kun              | kuni           | kune             | kunis          |
| terminan por -a         | mata             | matu           | matas            | matus          |
| terminan por otra vocal | taksì            | taksì          | taksìs           | taksìs         |

### Adjetivos
Los adjetivos calificativos no varían ni en número ni en caso. Se colocan antes de los sustantivos que califican. Existen adjetivos propios: bun, bueno; glen, verde; kurti, corto, así como adjetivos derivados de sustantivos. En ese caso, su forma es idéntica a la del genitivo singular: mani, viril, masculino; ʒinu, femenino.
Existen algunos adjetivos indefinidos cuantitativos que pueden tomar la marca del plural; estos adjetivos sirven también de pronombres: mol, mucho; poj, poco; tal, todo/a; ek, algún/a.

### Pronombres
Los pronombres personales tienen tres casos: nominativo, acusativo (que sirve también ante todas las preposiciones) y dativo. En vez del genitivo, se utilizan adjetivos posesivos. Existen tres pronombres para la tercera persona del singular (masculino: he ; femenino: ce ; neutro: je), así como un pronombre reflexivo. Por ej.: i = yo (nominativo), ma = me (acusativo), mo = me (dativo), tu, ta, to, etc.
Lista de los pronombres personales: i, tu, he, ce, je, nu, vu, lu = yo, tu, él, ella, él/ella (neutro), nosotros, vosotros, ellos. Pronombre reflexivo: sia = se.

### Verbos
Los verbos uropi conocen los modos indicativo, imperativo y condicional, así como una forma simple, una forma durativa y una forma perfecta. 
- Excepto en el imperativo, los verbos no varían ni en número ni en persona.
- La terminación del infinitivo es la -o: jedo, comer.
- La forma del presente simple es la del radical: i jed, (yo) como.
- El pasado (simple o pretérito) se forma por la adición de una –ì (acentuada): i jedì, (yo) comí, he comido.
- Para el futuro simple, se utiliza al auxiliar ve seguido del infinitivo: i ve jedo, (yo) comeré, voy a comer.
- Para el condicional, se añade la terminación -ev: Is i sev fami, i jedev : Si tuviera hambre, comería.
- El perfecto y las otras formas del pasado utilizan el auxiliar avo: tener y el participio pasado, en -en: i av jeden, he comido; i avì jeden, había comido; i avev jeden, habría comido.
- Las formas durativas utilizan el auxiliar so: ser y el participio presente, en -an: i se jedan, estoy comiendo; i sì jedan, comía, estaba comiendo…
- El imperativo: jed, jedem, jede, come, comamos, comed.
- El pasivo utiliza el verbo vido: volverse, ser y el participio pasado, en -en: De mus vid jeden pa de kat : El ratón es comido por el gato (como en la mayoría de las lenguas germánicas: cf alemán Die Maus wird von der Katze gefressen.

### Números
1 un , 2 du , 3 tri , 4 kwer , 5 pin , 6 ses , 7 sep , 8 oc , 9 nev , 10 des , 100 sunte , 1000 tilie ; 357 trisunte-pindes-sep.
Los ordinales se forman mediante -i o -j : duj, segundo; pini, quinto; excepto pri, primero.
Las fracciones se forman mediante -t : trit, tercio; excepto mij, medio.

## Ejemplo
| Romàns ov Luna, Luna | Romance de la luna, luna |
| --- | --- |
| (Pos Federico García Lorca) Luna venì a de smitia Ki ci krinolin nardis. De kid spek ca, spek ca De kid se ca spekan. In de al inmuven Luna muv ci rame Id dik, lasti id puri Ci buste dar stini. Flig, oh Luna, Luna, Luna Is venev de zigàne, Lu makev ki ti karʒ Ringe bij id kolare. Kid, las ma ʒe danso. Wan ve veno de zigàne Su d’inkàm lu ve ta findo Ki ti kluzen ojite. Flig, oh Luna, Luna, Luna Par i or ʒa li kwale. Kid, las ma id trep ne Su mi starken bijad. De raitor sì aneran Bitan de planiu tarbàn In de smitia de kid Av kluzen hi oje. Tra d’olivaria sì venan Bronz id soin de zigàne Ki li kebe op liven Id li oje mij-kluzen. Kim sant de cuva Aj, kim su de drev ce sant ! Tra hel se itan Luna Tenan u kid be mand. In de smitia se plojan, Usan kraje, de zigàne. De al vej ca, vej ca De al se ca vejan. Joël Landais (traducción) | La luna vino a la fragua con su polisón de nardos. El niño la mira mira. El niño la está mirando. En el aire conmovido mueve la luna sus brazos y enseña, lúbrica y pura, sus senos de duro estaño. Huye luna, luna, luna. Si vinieran los gitanos, harían con tu corazón collares y anillos blancos. Niño, déjame que baile. Cuando vengan los gitanos, te encontrarán sobre el yunque con ojillos cerrados. Huye luna, luna, luna, que ya siento sus caballos. Niño, déjame, no pises mi blancor almidonado. El jinete se acercaba tocando el tambor del llano. Dentro de la fragua el niño, tiene los ojos cerrados. Por el olivar venían, bronce y sueño, los gitanos. Las cabezas levantadas y los ojos entornados. Cómo canta la zumaya, ¡ay, cómo canta en el árbol! Por el cielo va la luna con un niño de la mano. Dentro de la fragua lloran, dando gritos, los gitanos. El aire la vela, vela. El aire la está velando. Federico García Lorca |